# Park im. Jana Matejki w Łodzi

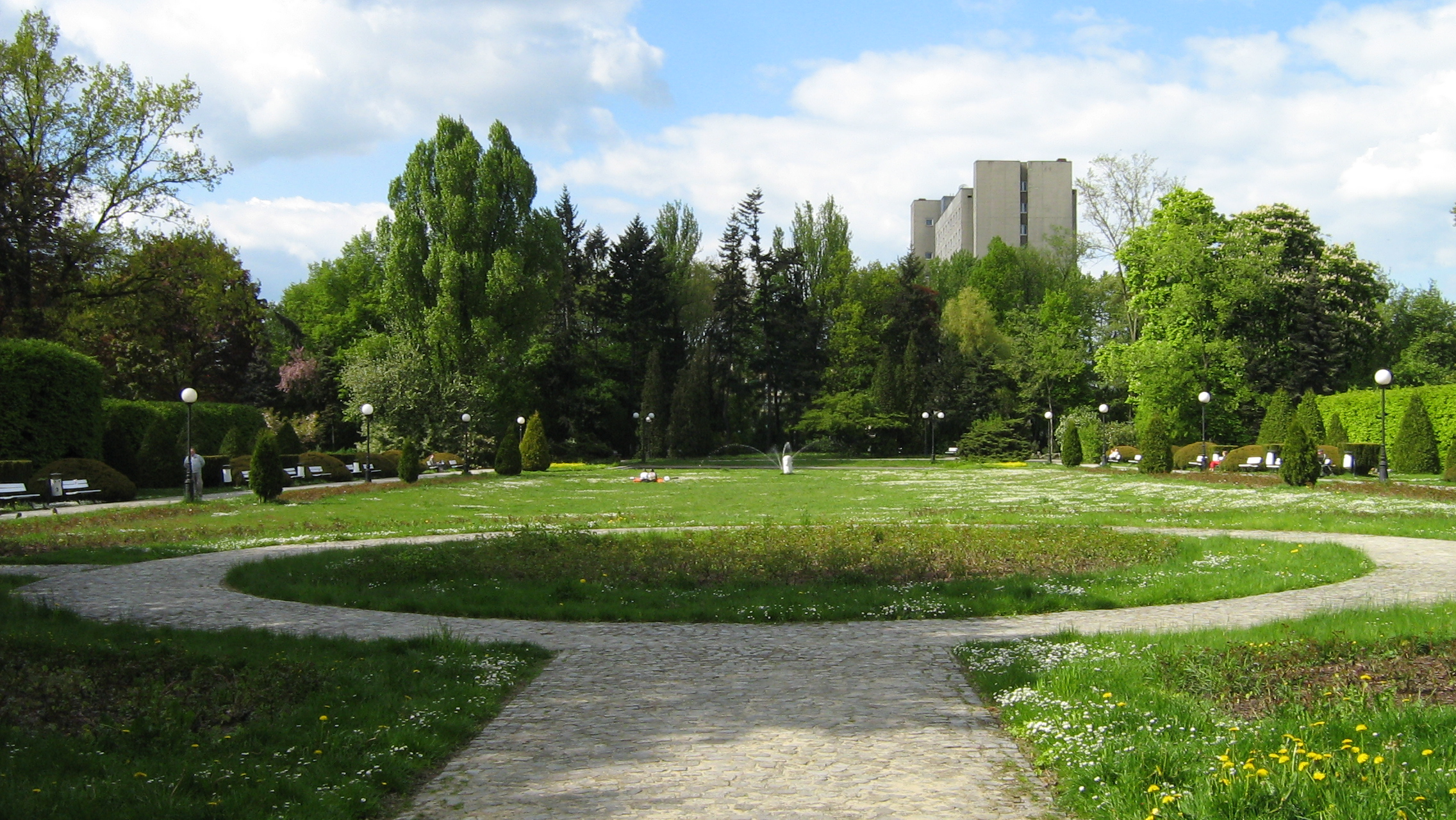

Park im. Jana Matejki – mieści się w Łodzi pomiędzy ul. Narutowicza, Matejki oraz szpitalem im. N. Barlickiego.

## Historia parku

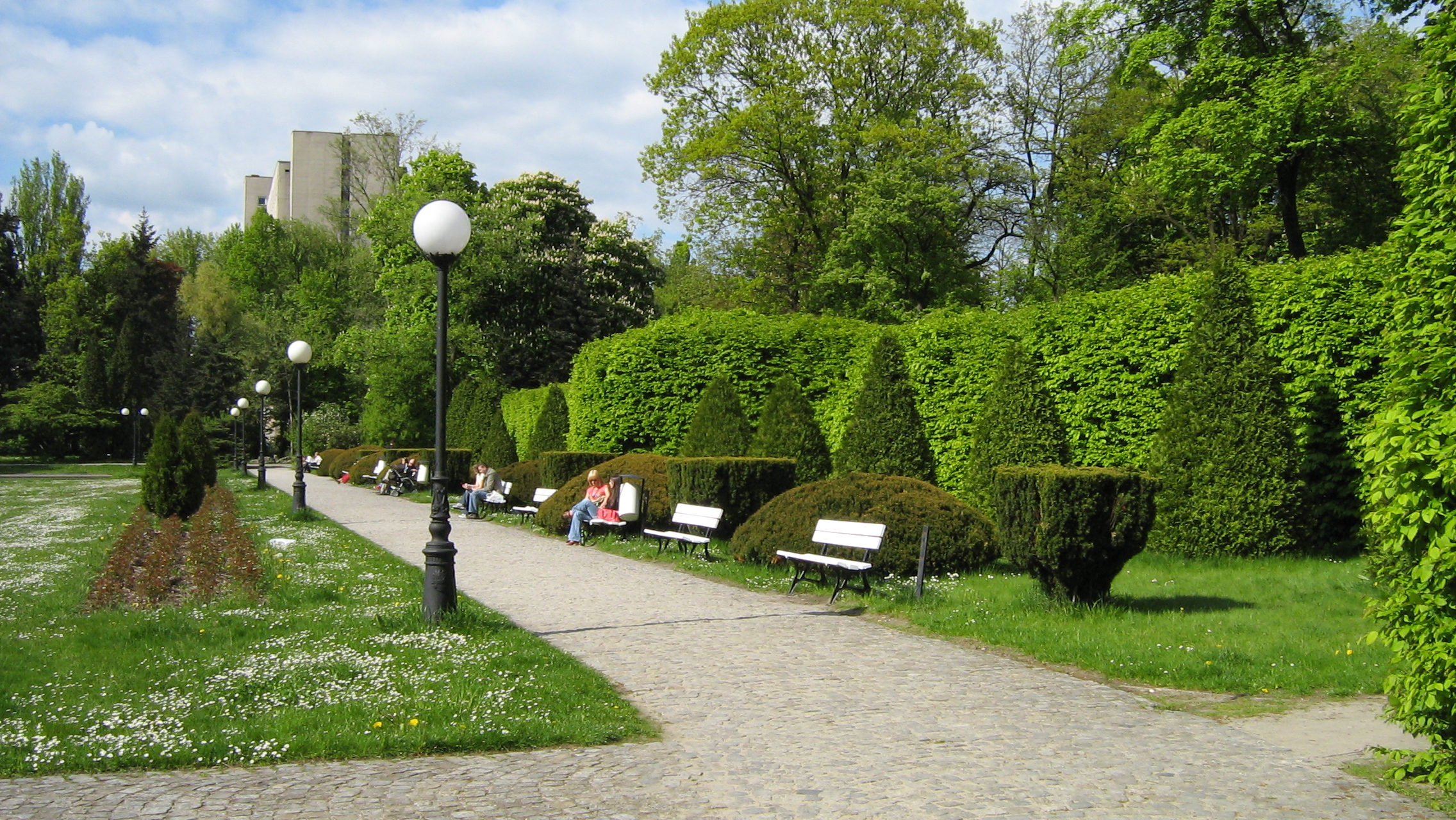

Ten niewielki park, położony naprzeciwko biblioteki Uniwersytetu Łódzkiego, jest jedynym w Łodzi ogrodem w stylu francuskim. Założony został w 1924 roku na wzór Wersalu przez senatora Aleksandra Heimana-Jareckiego (fundatora m.in. Biblioteki im. Józefa Piłsudskiego, którego ojciec Edward Heiman-Jarecki ufundował gmach Gimnazjum Polskiego w Łodzi). Przy planowaniu ogrodu uczestniczyli Naczelnik Plantacji Miejskich i znany projektant Edward Ciszkiewicz (pracował przy projektach parków Źródliska oraz 3 Maja) oraz Z. Hellwig.
Nie został zrealizowany projekt budowy pałacu, który miał się mieścić w północnej części parku (gdzie obecnie znajduje się fontanna). Pomimo tego, że prace były już rozpoczęte, senator zaniechał budowy po śmierci żony Antoniny Edmee Heimanowej z Rueffów (której odnowiony grób znajduje w części katolickiej Starego Cmentarza). Powstały jedynie, zachowane do dzisiaj, zabudowania gospodarcze oraz domek dla ogrodnika. Znajdują się one w północno-wschodniej części parku, przy wyjściu na ul. Matejki. Park nabył wojewoda łódzki, planował on również wybudować tam rezydencję, jednak ze względu na zmianę na stanowisku wojewody, ten plan również nie został zrealizowany.
Od 1938 roku, kiedy ogród został zakupiony przez Magistrat Miasta Łodzi, jest parkiem publicznym. Pomimo zmieniających się właścicieli, parkiem zajmował się wciąż jeden ogrodnik J. Pankowski. Po przeprowadzeniu niewielkich zmian, park został udostępniony do zwiedzania. W miejscu planowanego budynku miał powstać ogródek jordanowski, jednak podczas okupacji, zamiast placu zabaw powstał basen przeciwpożarowy (do jego budowy wykorzystano wykopane kilka lat wcześniej doły pod fundamenty). W tym czasie z parku korzystali chorzy ze sąsiadującego z nim szpitala. W 1945 roku park został w dużej mierze zniszczony, ucierpiały drzewa (szczególnie szpalery grabowe), krzewy, a także zniszczone zostały alejki.
Po wojnie park został uporządkowany, wzbogacony o nowe drzewa i krzewy, m.in. sprowadzoną z Francji topolę „Plantierensis”. Rozebrano również ogrodzenie. Po okresie zaniedbań w latach dziewięćdziesiątych park zrewaloryzowano: został ponownie ogrodzony, alejki zostały wybrukowane, zyskał oświetlenie, wyremontowana została fontanna oraz plac zabaw.

## Charakterystyka parku

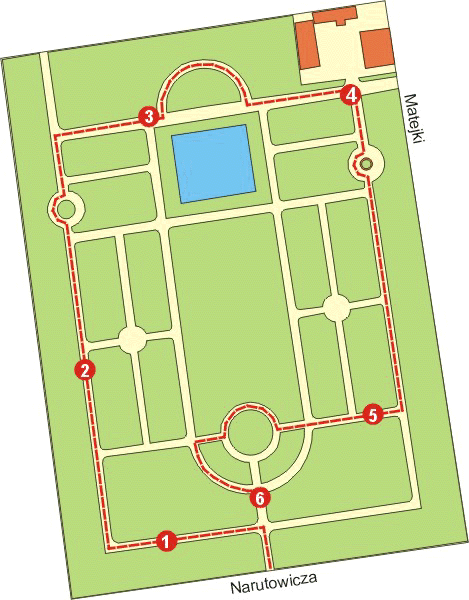
Plan parku

Ogród francuski – styl powstały w XVII wieku, charakterystyczny dla posiadłości barokowych. Jego autorem jest André Le Nôtre – niedościgniony ogrodnik króla Francji Ludwika XIV. „Rozwijając wzory włoskich i francuskich renesansowych ogrodów geometrycznych, Le Nôtre nadał im prawdziwie monumentalną skalę. Z geometrii uczynił zasadę ładu rządzącego całym założeniem, wprowadził śmiałe rozwiązania perspektywiczne. Aby ukazać absolutny porządek panujący w naturze, swoje ogrody komponował osiowo, z czytelnym podziałem na strefy roślinności niskiej i wysokiej. Przy klasycznej dominacji układów jasnych i regularnych, potrafił też mistrzowsko stosować charakterystyczne dla baroku kontrasty: skali, koloru, światła i cienia, a także efekty iluzji przestrzennych” [Andrzej Pieńkos Le Nôtre – mistrz kompozycji].
Wizytówką parku jest najokazalsza w Polsce topola czarna odmiany „Plantierensis”, która została posadzona ok. 1945 r. Drzewo mierzy 421 cm obwodu pnia i 27,5 m wysokości (2020 r.). Posiada status pomnika przyrody ożywionej na mocy uchwały nr XXIV/812/20 Rady Miejskiej w Łodzi z dnia 15 kwietnia 2020

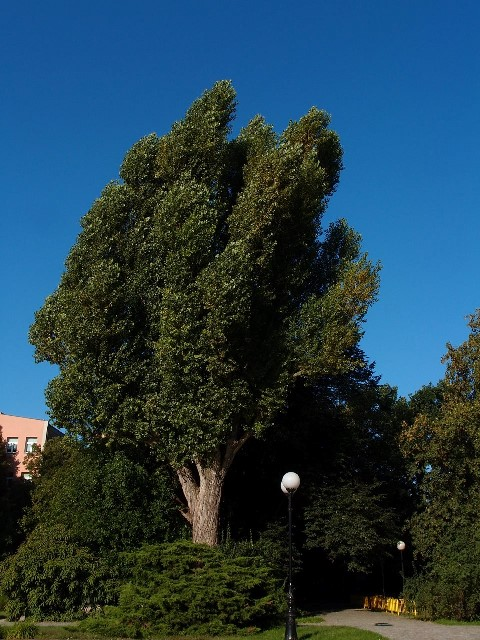
Topola czarna „Plantierensis” – pomnik przyrody

Łódzki park im. Matejki jest zaprojektowany jako park francuski i od początku zachowuje taki charakter. W parku rozplanowanym na bazie prostokąta, zauważamy symetrię dwuboczną (jednoosiową) względem biegnącego przez środek parteru kwiatowego. Alejki położone są prostopadle do ulic Matejki i Narutowicza. W centralnej części znajduje się równo przystrzyżony trawnik otoczony pasami rabat różanych. W północnej części znajduje się fontanna. Prostopadle do Narutowicza, po obydwu stronach trawnika wzdłuż alejek rosną kuliście i piramidalnie przystrzyżone cisy, a za nimi szpalery grabowe, odcinające wnętrze parku od hałasu miasta. Na obrzeżach parku rosną swobodnie rozrzucone drzewa i krzewy licznych gatunków. Park znany niegdyś z bogactwa gatunkowego krzewów, po okresie wypierania ich przez śnieguliczkę, wzbogacany jest obecnie o różnorodne krzewy ozdobne.
Park ma obecnie trzy wejścia, jedno na środku południowego ogrodzenia od ul. Narutowicza, drugie od ul. Matejki w północnej części parku przy domku ogrodnika, a trzecie na budynki Wydziału Biologii i Ochrony Środowiska UŁ. Park jest zamykany na noc, zimą (od 1 października do 31 marca) jest otwierany w godz. 6.00-20.00, a w pozostałym okresie w godz. 6:00-22:00